# Llista de personatges d'El detectiu Conan

Principals personatges en la versió anime. A la fila superior, d'esquerra a dreta: Kazuha Toyama, Heiji Hattori, Sonoko Suzuki, Ran Mouri, Kogoro Mouri, Eri Kisaki i Hiroshi Agasa. A la fila inferior, d'esquerra a dreta: Genta Kojima, Mitsuhiko Tsuburaya, Conan Edogawa, Ai Haibara i Ayumi Yoshida.

Aquesta és una llista dels personatges de la sèrie El detectiu Conan, creada per Gosho Aoyama. La història està ambientada en l'actualitat, al Japó, i narra les aventures del detectiu adolescent Shinichi Kudo, qui resol tot de casos com a Conan Edogawa després que uns homes li facin prendre un verí que el converteix en un nen de sis anys. El segueixen de prop la seva amiga de la infància, Ran Mouri, i el seu pare Kogoro Mouri, qui té una agència de detectius. Al llarg de la sèrie en Conan coneix personatges de diversos grups: l'Organització dels Homes de Negre, la Policia Metropolitana de Tòquio, la Lliga de Detectius Júnior i l'FBI. Algunes persones coneixen la seva veritable identitat: els seus pares, Yusaku i Yukiko; el doctor Agasa; en Heiji Hattori, un detectiu adolescent d'Osaka, i l'Ai Haibara, exmembre de l'Organització.
La informació dels personatges prové del manga publicat al Japó per l'editorial Shogakukan. En català només s'han editat els vuit primers volums. Els noms dels personatges es llisten segons el doblatge al català de l'anime emès pel 3xl.net (K3) i pel Canal Super3, que puja a més d'un miler d'episodis. La informació continguda en aquesta pàgina no va més enllà del contingut doblat per Televisió de Catalunya, però sí que pot contenir dades relatives als episodis i films ja estrenats a Catalunya.

## Protagonistes

### Shinichi Kudo
En Shinichi Kudo (工藤 新一 Kudō Shin'ichi) és un detectiu adolescent que ajuda la policia a resoldre casos difícils. Durant una investigació, uns membres de l'Organització dels Homes de Negre l'ataquen i li fan prendre un verí que en lloc de matar-lo l'encongeix i el converteix en un nen de sis anys. Per mantenir la seva identitat en secret mentre no aconsegueix un antídot, adopta el nom de Conan Edogawa i se'n va a viure a casa de la Ran i el seu pare. Fa veure que és un nen i resol casos en nom d'en Kogoro Mouri. Està enamorat de la Ran, la seva amiga de la infància. L'actor de doblatge d'en Shinichi Kudo al Japó és Kappei Yamaguchi, mentre que a Catalunya ho és Òscar Muñoz, al País Valencià, Benja Figueres, i a les Illes Balears, Miquel Ruiz. L'actriu de doblatge d'en Conan Edogawa al Japó és Minami Takayama, mentre que a Catalunya ho és Joël Mulachs i al País Valencià, Inma Sancho.

### Ran Mouri
La Ran Mouri (毛利 蘭 Mōri Ran) és amiga de tota la vida d'en Shinichi Kudo, i n'està enamorada. És la capitana de l'equip de karate. Durant la sèrie ha sospitat en diverses ocasions que en Conan podria ser en Shinichi. L'actriu de doblatge al Japó és Wakana Yamazaki, mentre que a Catalunya ho és Núria Trifol, al País Valencià, Rosa López i a les Illes Balears, Marga López.

### Kogoro Mouri
En Kogoro Mouri (毛利 小五郎 Mōri Kogorō) és el pare de la Ran i un detectiu privat. No és gaire intel·ligent i es preocupa més d'empaitar dones que de posar els seus escassos recursos deductius en els casos que aconsegueix. Gràcies a l'arribada d'en Conan a casa seva, comença a resoldre casos complicats i es guanya el sobrenom de Kogoro Dorment, perquè sempre que resol un cas està dormint a causa de l'anestèsia que li aplica en Conan per poder-li suplantar la veu. És addicte al tabac, a l'alcohol, a les curses de cavalls i als concerts de la Yoko Okino. Gairebé sempre acaba servint de titella d'en Conan quan aquest ha d'exposar les seves deduccions i conclusions imitant-ne la veu. Són molt poques i rares les vegades que ha aconseguit resoldre un cas ell sol. És addicte al tabac, a l'alcohol, les curses de cavalls i els concerts de la Yoko Okino. Abans va treballar al cos de la policia, però es va retirar. L'actor de doblatge al Japó era Akira Kamiya, qui va ser substituït per Rikiya Koyama el 2009. A Catalunya va doblar el personatge Mark Ullod, substituït posteriorment per Jordi Royo, i al País Valencià la veu és de José Garcia Tos.

## Secundaris principals

### Hiroshi Agasa
El doctor Hiroshi Agasa (阿笠 博士 Agasa Hiroshi) és un inventor despistat, veí d'en Shinichi i una de les poques persones que coneix el seu secret. L'ajuda a mantenir oculta la seva identitat creant invents útils i ben camuflats per tal que en Conan pugui resoldre els casos sense gaire problemes: un llaç transformador de veu, un rellotge amb dards anestèsics o unes ulleres amb radar, entre d'altres. Sol fer de cangur dels nens de la Lliga de Detectius Júnior, i se'ls endú d'excursió en el seu Volkswagen Escarabat tot sovint. També acull l'Ai Haibara a casa seva. L'actor de doblatge al Japó és Kenichi Ogata, mentre que a Catalunya ho és Fèlix Benito, i al País Valencià, Joan Espuig.

### Juzo Megure
L'inspector Juzo Megure (目暮 十三 Megure Jūzō), pronunciat "Megré" al doblatge català, és un dels inspectors més veterans de la Primera Divisió de la Policia Metropolitana de Tòquio. Ha treballat amb en Yusaku Kudo, el pare d'en Shinichi, i era el cap d'en Kogoro Mouri abans que aquest passés al sector privat. Sempre apareix als casos amb què es troben en Kogoro, la Ran i en Conan quan són a Tòquio, i en dirigeix la investigació. Porta barret per ocultar una cicatriu que li va quedar de resultes d'un cas en què hi estava involucrada qui seria la seva dona, la Midori. L'actor de doblatge al Japó és Fûrin Cha, mentre que a Catalunya ho és Ramon Canals, i al País Valencià, Rafael Ordoñez.

### Sonoko Suzuki
La Sonoko Suzuki (鈴木 園子 Suzuki Sonoko) és la millor amiga de la Ran. És filla d'una família adinerada i benestant, tot i que no se'n vanta. És una gran fan d'en Kaito Kid. Avançada la sèrie, té una relació amb en Makoto Kyogoku (京極 真 Kyōgoku Makoto), un campió de karate de l'institut. Quan en Kogoro no hi és, en Conan la fa servir per resoldre els casos; ella mateixa s'anomena "reina de les deduccions". L'actriu de doblatge al Japó és Naoko Matsui, mentre que a Catalunya ho és Eva Lluch, al País Valencià, Laura Violeta, i a les Illes Balears, Assumpta Massutí.

### Heiji Hattori
En Heiji Hattori (服部 平次 Hattori Heiji) és un detectiu adolescent d'Osaka i rival —tot i que també amic— d'en Shinichi Kudo. Coneix la seva identitat com a Conan Edogawa. Parla en dialecte kansai i practica el kendo. L'actor de doblatge al Japó és Ryo Horikawa, mentre que a Catalunya ho és Hernan Fernández, i al País Valencià, Dario Torrent.

### Kazuha Toyama
La Kazuha Toyama (遠山 和葉 Tōyama Kazuha) és l'amiga de la infància d'en Heiji Hattori. La relació de tots dos s'assembla a la que tenen en Shinichi i la Ran. L'actriu de doblatge al Japó és Yûko Miyiyamura, mentre que a Catalunya ho era Isabel Valls, substituïda posteriorment per Mònica Padrós, i al País Valencià la veu és de Dario Torrent.

## Lliga de Detectius Júnior
La Lliga de Detectius Júnior (少年探偵団 Shōnen Tantei-dan) és un grup de nens de primària amb qui en Conan resol alguns casos. En formen part en Genta Kojima, en Mitsuhiko Tsuburaya, l'Ayumi Yoshida i l'Ai Haibara. El doctor Agasa els ajuda sovint. Com a símbol del grup, cada membre duu una insígnia que funciona com un walkie-talkie i localitzador.

### Genta Kojima
En Genta Kojima (小嶋 元太 Kojima Genta) és el líder autoproclamat de la Lliga de Detectius Júnior. És golafre i gaudeix menjant, especialment anguiles amb arròs. És amic d'en Mitsuhiko i de l'Ayumi. L'actor de doblatge al Japó és Wataru Takagi, mentre que a Catalunya ho és Miquel Bonet, i al País Valencià, Ignasi Díaz.

### Mitsuhiko Tsuburaya
En Mitsuhiko Tsuburaya (円谷 光彦 Tsuburaya Mitsuhiko) és amic de l'Ayumi i d'en Genta. És intel·ligent i li agrada llegir llibres de ciència. Els seus pares són professors i té una germana gran, l'Asami Tsuburaya. L'actriu de doblatge al Japó és Ikue Ootani, mentre que a Catalunya ho és Elisabet Bargalló, i al País Valencià, Laura Violeta.

### Ayumi Yoshida
L'Ayumi Yoshida (吉田 歩美 Yoshida Ayumi) és amiga i companya de classe d'en Conan Edogawa. És extrovertida i innocent, i li agrada en Conan. Amb el temps, demostra coratge i esdevé l'ànima alegre de la colla. L'actriu de doblatge al Japó és Yukiko Iwai, mentre que a Catalunya mentre que a Catalunya ho era Meritxell Ané, substituïda posteriorment per Berta Cortés, i al País Valencià la veu és d'Eva Bau.

### Ai Haibara
L'Ai Haibara (灰原 哀 Haibara Ai), qui realment es diu Shiho Miyano (宮野 志保 Miyano Shiho), és una exmembre de l'Organització dels Homes de Negre amb el nom en clau de Sherry. Va crear l'APTX4869, la droga que ha encongit en Shinichi i també a ella mateixa. Se la va prendre per fugir de l'Organització després que matessin la seva germana, l'Akemi Miyano. Amb el cos d'una nena de sis anys, el doctor Agasa l'acull a casa seva i entra a formar part de la Lliga de Detectius Júnior. L'actriu de doblatge al Japó és Megumi Hayashibara, mentre que a Catalunya ho és Roser Aldabó, i al País Valencià, Marta Aparicio.

## Organització dels Homes de Negre

En Shinichi Kudo amb alguns membres de l'Organització: Gin (a dalt a l'esquerra), Vodka (a baix a l'esquerra) i Vermouth (centre).

L'Organització dels Homes de Negre (黒の組織 Kuro no Soshiki) és un grup criminal que actua com el principal antagonista de la sèrie. El principal objectiu d'en Conan és derrocar-lo. Els membres de l'Organització tenen noms en clau basats en begudes alcohòliques.

### Gin
En Gin (ジン Jin) és un agent d'alt rang de l'Organització, el tercer en cap després del seu líder i d'en Rom, un assassí sense pietat que va fer prendre l'APTX 4869 a en Shinichi Kudo. Condueix un Porsche 356A de color negre i sol compartir les missions amb en Vodka. És qui dona les ordres a la resta i qui dirigeix les missions, ja que es comunica directament i lliura amb el cap de l'Organització. És fred, però molt intel·ligent, i té els cabells llargs i grisos. L'actor de doblatge al Japó és Yukioshi Hori, mentre que a Catalunya ho és Luis Grau, i al País Valencià, Enric Puig.

### Vodka
En Vodka (ウォッカ Wokka) és membre de l'Organització i company d'en Gin. A diferència d'aquest, però, no és gaire llest i és fàcil d'enganyar, però és igual de despitetat que en Gin a l'hora d'assassinar. L'actor de doblatge al Japó és Fumihiko Tachiki, mentre que a Catalunya ho foren Albert Roig i Albert Socías, substituïts posteriorment per Joan Massotkleiner, i al País Valencià, Sergi Capelo.

### Vermouth
La Vermouth (ベルモット Berumotto) és una peça important en l'Organització. Segons en Gin, és "la preferida del cap". El seu veritable nom és Sharon Vineyard (シャロン・ヴィンヤード Sharon Vinyādo), una famosa actriu estatunidenca que domina l'art de la disfressa juntament amb la seva amiga, la Yukiko Kudo. Posteriorment fa veure que es mor i passa a representar la identitat de la seva filla, Chris Vineyard (クリス・ヴィンヤード Kurisu Vin'yādo). Va matar els pares de l'agent de l'FBI Jodie Starling fa vint anys, i des de llavors sembla que físicament no hagi envellit. Coneix les identitats d'en Conan Edogawa i de l'Ai Haibara, però per alguna raó no ho explica a la resta de l'Organització. També se sent en deute amb la Ran Mouri després que la salvés d'una mort segura quan estava disfressada d'un assassí en sèrie a Nova York, motiu pel qual l'anomena "Àngel". L'actriu de doblatge al Japó és Koyama Mami, mentre que a Catalunya ho era Teresa Manresa, substituïda posteriorment per Lourdes Fabrés, i al País Valencià la veu és de Julia Sorlí.

### Kir
La Kir (キール Kīru) apareix inicialment a la sèrie com una famosa presentadora de televisió anomenada Rena Mizunashi (水無 怜奈 Mizunashi Rena) que demana ajuda a en Kogoro Mouri, i és fruit d'això que en Conan descobreix que pertany als Homes de Negre. Després que un accident de moto la deixés en coma, l'FBI l'amaga de l'Organització ingressant-la a l'Hospital Central de Haido esperant que es desperti per poder interrogar-la. Durant el temps que es troba ingressada, però, en Conan i en Shuichi Akai s'adonen que, de fet, és una agent infiltrada de la CIA de nom real Hidemi Hondo (本堂 瑛海 Hondō Hidemi). Donada la situació, en Conan i l'Akai s'empesquen una manera de fer tornar la Hidemi a l'Organització fent que tornin a confiar en ella: fingir la mort de l'Akai a les seves mans. L'actriu de doblatge al Japó és Mitsushi Kotono, mentre que a Catalunya ho és Elisa Beuter.

### Chianti i Korn
La Chianti (キャンティ Kyanti) i en Korn (コルン Korun) són dos experts franctiradors de l'Organització. La Chianti vesteix seguint un estil gòtic i en Korn és un dels membres de més edat del grup. L'actriu de doblatge al Japó de la Chianti és Kikoku Inoue, mentre que a Catalunya ho fou Mar Roca, substituïda posteriorment per Marta Moreno. L'actor de doblatge al Japó d'en Korn és Hiroyuki Kinoshita, mentre que a Catalunya ho fou Francesc Figuerola, substituït posteriorment per Santi Lorenz.

### Rom
En Rom (ラム, Ramu) és la mà dreta del cap de l'Organització. La descripció que se'n fa varia enormement: un home alt i corpulent, un noi efeminat i fins i tot l'han descrit com un senyor gran. Malgrat tot, hi ha un tret distintiu que és comú a totes les versions: porta un ull de vidre. De moment, en Conan no ha aconseguit esbrinar-ne la identitat.

### Cap de l'Organització
Amb el sobrenom "Aquella Persona" (del japonès, Ano Kata (あの方)) és com es refereixen els membres de l'Organització al seu cap. És qui dirigeix i controla les activitats i els plans criminals de l'Organització, és l'encarregat de determinar els ascensos dels seus membres i d'assignar-los els noms en clau. Es comunica amb els seus subordinats per mitjà de missatges de text. El seu número de telèfon segueix el ritme de la cançó infantil "Els set petits corbs" (七つの子, Nanatsu no Ko) per tal que sigui fàcil de recordar i no l'hagin de gravar a la memòria del telèfon. El seu número, doncs, és #969#6261.

### Altres membres
L'Akemi Miyano (宮野 明美 Miyano Akemi) era una membre de baix rang de l'Organització que actuava sota el sobrenom de Masami Hirota (広田 雅美, Hirota Masami). Es tracta de la germana gran de la Shiho (Ai Haibara) i la parella d'en Shuichi Akai. Després de cometre un robatori de deu milions de iens a un banc a canvi que l'Organització deixi lliures tant a ella com a la seva germana, en Gin no tan sols no compleix el tracte sinó que la mata d'un tret. L'actriu de doblatge al Japó és Sakiko Tamagawa, mentre que a Catalunya ho era Marta Ullod, substituïda posteriorment per Elvira Garcia.
En Tequila (テキーラ Tekīra) era un home alt i cepat que parlava amb accent de Kansai. De caràcter molt intimidatori, era l'encarregat de dur a terme acords i negocis per a l'Organització. Mor per accident a causa de l'explosió d'una bomba que anava dirigida contra una altra persona. L'actor de doblatge al Japó fou Kōsei Hirota, mentre que a Catalunya ho fou Enric Serra Frediani.
En Pisco (ピスコ, Pisuko) era en realitat el cap d'una empresa automobilística anomenat Kenzo Masuyama (枡山 憲三, Masuyama Kenzō). Tenia una relació molt propera amb els pares de la Shiho i l'Akemi, però això no li impedeix d'intentar matar la noia. A més, va descobrir que la Shiho s'ha empetitit i que ara es fa dir Ai Haibara. En Gin l'assassina d'un tret abans de poder informar-ne la resta de membres després que un periodista el fotografiés cometent un crim. L'actor de doblatge al Japó fou Yasuo Maramatsu, mentre que a Catalunya ho fou Albert Socías.
En Calvados (カルバドス, Karubadosu) és un magnífic franctirador que va col·laborar amb la Vermouth, de la qual estava enamorada, en la confrontació entre ella i la Jodie al port. Es va suïcidar després que en Shuichi Akai li trenqués les dues cames per evitar que l'FBI el detingués per interrogar-lo.
En Rikumichi Kusuda (楠田 陸道 Kusuda Rikumichi) era un membre de baix rang de l'Organització al qual ni tan sols se li havia assignat un nom en clau. L'Organització el va enviar a l'Hospital Central de Haido per investigar si era allà on l'FBI tenia retinguda la Kir. En ser descobert, es va suïcidar. En Conan i en Shuichi Akai van fer servir el seu cos per fingir la mort del darrer. L'actor de doblatge al Japó fou Mitsuo Iwata, mentre que a Catalunya ho fou Antoni Forteza.
En Ki'ichiro Numabuchi (沼淵 己一郎, Numabuchi Kiichirō) és un membre de baix rang que l'Organització va reclutar perquè els servís d'assassí a sou. Amb tot, donada la seva inestabilitat mental, havia d'haver servit com a conillet d'índies per als experiments científics de la Shiho, però va aconseguir escapar-se, i durant aquest temps va assassinar tres persones creient que eren membres de l'Organització. Després de ser arrestat per la policia, va aconseguir fugir al bosc de Gunma, on havia viscut de petit, per tornar a veure per últim cop les lluernes que hi habiten. En Mitsuhiko, que s'havia perdut pel bosc buscant també lluernes, se'l va trobar, però en Numabuchi no només no li va fer mal sinó que va ajudar-lo a tornar amb els seus amics, malgrat que sabia que allà s'hi trobaven també els agents de policia. Es troba empresonat a l'espera de ser executat.

## Cossos de policia

### Policia Metropolitana de Tòquio

Els personatges de la Policia Metropolitana de Tòquio. D'esquerra a dreta: Yumi Miyamoto, Kazunobu Chiba, Ninzaburo Shiratori, Miwako Sato, Wataru Takagi i l'inspector Megure.

#### Miwako Sato
La Miwako Sato (佐藤 美和子 Satō Miwako) és una inspectora que treballa a les ordres de l'inspector Megure. És molt popular entre els membres homes del departament de policia, però amb qui té més vincle emocional és amb en Takagi. El seu pare es va morir quan ella era petita mentre intentava entregar un lladre a la policia, un fet que la va empènyer a fer-se inspectora. L'actriu de doblatge al Japó és Atsuko Yuya, mentre que a Catalunya ho era Teresa Soler, substituïda posteriorment per Meritxell Sota, i al País Valencià la veu és de Silvia Cabrera.

#### Wataru Takagi
En Wataru Takagi (高木 渉 Takagi Wataru) és un inspector que treballa a les ordres de l'inspector Megure. Està enamorat de la seva companya Sato. Tot i que inicialment és un xic inconscient i pocatraça, demostra esforç i compromís a mesura que avança la sèrie. És un dels policies que confia més en les deduccions d'en Conan i a vegades deixa que el nen prengui la iniciativa en els casos. L'actor de doblatge al Japó és Wataru Takagi, mentre que a Catalunya ho era David Corsellas, substituït posteriorment per Marc Gómez, i al País Valencià la veu és de Joan Montañana.

#### Ninzaburo Shiratori
En Ninzaburo Shiratori (白鳥 任三郎 Shiratori Ninzaburō) és un agent de policia que treballa a les ordres de l'inspector Megure. També està enamorat de la Sato i intenta dificultar les cites que ella té amb en Takagi. Més endavant estableix una relació amb la mestra de primària Sumiko Kobayashi. L'actor de doblatge al Japó era Kaneto Shiozawa, substituït després de la seva mort per Kazuhiko Inoue, mentre que a Catalunya ho eren Norbert Ibero i Jordi Salas, substituïts posteriorment per Josep Maria Mas, i al País Valencià la veu és d'Enric Puig.

#### Kazunobu Chiba
En Kazunobu Chiba (千葉 和伸 Chiba Kazunobu) és un agent de policia que treballa amb l'inspector Megure i en Takagi. La majoria de les seves aparicions són amb el cas ja començat, sovint aportant una pista que serà clau per resoldre'l. La seva feina consisteix a interrogar testimonis, dur proves al laboratori per analitzar-les i tornar a l'escena del crim amb els resultats. L'actor de doblatge al Japó és Isshin Chiba, mentre que a Catalunya ho era Josep Maria Mas, substituït posteriorment per Aleix Estadella, i al País Valencià, Carles Caparrós.

#### Yumi Miyamoto
La Yumi Miyamoto (宮本 由美 Miyamoto Yumi) és una agent de policia del departament de trànsit. És amiga d'en Takagi i la Sato i els ajuda a avançar en la seva relació. No és estrany que coincideixi amb els nens de la Lliga de Detectius Júnior durant un cas i els doni un cop de mà. L'actriu de doblatge al Japó és Yu Sugimoto, mentre que a Catalunya ho era Eva Martí, substituïda posteriorment per Irene Miràs, i al País Valencià, Laura Violeta.

#### Kiyonaga Matsumoto
En Kiyonaga Matsumoto (松本 清長, Matsumoto Kiyonaga) és el superior directe de l'inspector Megure, amb el càrrec de Superintendent de la Primera Divisió d'Investigació d'Afers Criminals de la Policia Metropolitana de Tòquio, fins que és ascendit i substituït en el càrrec per Hyoue Kuroda. És vidu i té una filla, de nom Sayuri. Té una ferida a l'ull resultat de l'enfrontament amb un assassí en sèrie fa quinze anys. L'actor de doblatge al Japó és Seizō Katō, mentre que a Catalunya ho era Enric Serra Frediani, substituït posteriorment per Ángel del Río.

#### Hyoue Kuroda
En Hyoue Kuroda (黒田 兵衛, Kuroda Hyōe) és l'antic Superintendent de la Primera Divisió d'Investigació Criminal de la Policia de la Prefectura de Nagano, posteriorment transferit al mateix càrrec a la Policia Metropolitana de Tòquio, substituint Kiyonaga Matsumoto i convertint-se en el superior directe de l'inspector Megure. L'actor de doblatge al Japó és Yukimasa Kishino, mentre que a Catalunya ho és Alfonso Vallés.

### Policia de la Prefectura d'Osaka

#### Heizo Hattori
En Heizo Hattori (服部 平蔵 Hattori Heizo) és el pare d'en Heiji Hattori i cap de la prefectura d'Osaka. És una persona molt seriosa i severa i a vegades dona suport a les aspiracions del seu fill d'esdevenir detectiu.

#### Ginshiro Toyama
En Ginshiro Toyama (遠山 銀司郎 Toyama Ginshiro) és detectiu de la prefectura d'Osaka i el pare de la Kazuha. És amic d'en Heizo Hattori.

#### Goro Otaki
En Goro Otaki (大滝 悟郎 Otaki Goro) és l'inspector en cap de la prefectura d'Osaka. És amic d'en Heiji i li dona un cop de mà en les seves investigacions.

### Policia de la Prefectura de Nagano

#### Kansuke Yamato
En Kansuke Yamato (大和 敢助, Yamato Kansuke) és un inspector de la Policia de la Prefectura de Nagano que apareix per primer cop en el cas dels assassinats en sèrie en què el culpable deixava un centpeus a l'escena del crim. És un policia de caràcter molt seriós i assertiu quan es tracta d'interrogar sospitosos, a més de ser força intel·ligent. Té el cabell llarg, lligat amb una cua i li falta l'ull esquerre, on hi té una cicatriu en forma d'X, a més de ser coix de la cama esquerra degut a un accident. L'actor de doblatge al Japó és Yuji Takada, mentre que a Catalunya ho és Oriol Rafel.

#### Yui Uehara
La Yui Uehara (上原 由衣, Uehara Yui) és una agent de la policia de la Prefectura de Nagano, amiga de la infància de l'inspector Yamato, del qual està secretament enamorat. Amb tot, té un caràcter oposat al d'ell: tot i ser també molt professional, és més considerada i amable amb els altres. Després que en Kansuke fos pres per mort, la Yui s'hi resigna i es casa amb un dels fills de la família Torada (虎田) per tal d'acabar de resoldre el cas que havia deixat a mitges l'inspector Yamato. Quan amb l'ajuda d'en Conan aconsegueixen resoldre'l, i després que el seu marit morís assassinat en aquell cas, torna a ingressar al cos de policia al costat de l'inspector Yamato. L'actriu de doblatge al Japó és Ami Koshimizu, mentre que a Catalunya ho és Carme Calvell.

#### Takaaki Morofushi
En Takaaki Morofushi (諸伏 高明, Morofushi Takaaki), de sobrenom Komei (高明, Kōmei), és un inspector de policia de Nagano, però, a diferència de l'inspector Yamato i l'agent Uehara, ell no pertany al cos de la Policia de laPrefectura, sinó de la comissaria local d'Arano. Ell i en Yamato són rivals des de l'escola primària. Tots dos es van graduar amb honors a la universitat i van ingressar a la policia sense haver de passar per les escales inferiors del cos de policia. Malgrat que va arribar a ser un inspector d'alt rang dins la policia de la Prefectura, va deixar la seva feina d'inspector arran de la desaparició d'en Yamato, per tal de buscar-lo. Posteriorment, va tornar a ingressar a la policia, però va haver de fer-ho des d'una comissaria de policia local. És un home tranquil que li agrada treballar sol, i sovint cita frases de "La Història dels Tres Regnes". L'actor de doblatge al Japó és Sho Hayami, mentre que a Catalunya ho és Sergi Zamora.

### Altres prefectures

#### Misao Yamamura
En Misao Yamamura (山村 ミサオ Yamamura Misao) és un agent de policia de la prefectura de Gunma. S'encarrega de casos de tota mena: robatoris, trànsit o homicidis. És pocatraça, s'equivoca amb freqüència i l'espanten la sang i els cadàvers. Avançada la sèrie és ascendit a inspector. L'actor de doblatge al Japó és Toshio Furukawa, mentre que a Catalunya ho era Jaume Costa, substituït posteriorment per Jaume Aguiló, i al País Valencià, Enric Puig.

#### Sango Yokomizo
En Sango Yokomizo (横溝 参悟 Yokomizo Sango) és un inspector de la prefectura de Saitama traslladat posteriorment a la prefectura de Shizuoka. Té un aire intimidant perquè parla cridant i ben a prop de la cara dels sospitosos. Es considera fan d'en Kogoro Mouri. L'actor de doblatge al Japó és Akio Otsuka, mentre que a Catalunya ho era Albert Socias, substituït posteriorment per Pep Ribas i Alfonso Vallés, i al País Valencià, Enric Puig.

#### Jugo Yokomizo
En Jugo Yokomizo (横溝 重悟 Yokomizo Jugo) és el germà petit d'en Sango i inspector a la prefectura de Kanagawa. És seriós i impacient. L'actor de doblatge al Japó és Akio Otsuka, mentre que a Catalunya ho era Albert Socias, substituït posteriorment per Pep Ribas, i al País Valencià, Enric Puig.

### FBI

Els personatges de l'FBI. D'esquerra a dreta: Jodie Starling, James Black i Shuichi Akai.

En la sèrie, hi apareix una unitat del Federal Bureau of Investigation liderada per en James Black. Investiguen la Sharon Vineyard i l'Organització dels Homes de Negre. S'han desplaçat al Japó i hi treballen en secret sense autorització de la policia japonesa.

#### Jodie Starling
La Jodie Starling (ジョディ・スターリング Jodi Sutāringu) apareix inicialment a la sèrie com a professora d'anglès de l'institut de la Ran Mouri, on treballa amb el nom de Jodie Saintemillion (ジョディ・サンテミリオン Jodi Santemirion). Posteriorment es descobreix que és agent de l'FBI i que cerca venjar-se de la Vermouth, qui va matar el seu pare. Sap que en Conan Edogawa, a qui anomena "cool kid", té bones habilitats de deducció i el deixa ajudar l'FBI en la investigació sobre l'Organització dels Homes de Negre. Havia estat parella d'en Shuichi Akai abans que ell conegués l'Akemi Miyano. L'actriu de doblatge al Japó és Miyuki Ichijou, mentre que a Catalunya ho era Teresa Manresa, substituïda posteriorment per Montse Puga, i al País Valencià la veu és de Marina Viñals.

#### Shuichi Akai
En Shuichi Akai (赤井 秀一 Akai Shūichi) és un agent de l'FBI company de la Jodie. Havia estat infiltrat a l'Organització amb la identitat de Dai Moroboshi (諸星 大 Moroboshi Dai) i el nom en codi de Rye (ライ Rai) fins que l'André Camel va revelar accidentalment que era policia. Té ganes de venjar-se de l'Organització per haver assassinat la seva parella, Akemi Miyano. La Kir li va disparar un tret al cap i el seu cadàver va quedar en un cotxe que va explotar. No obstant això, la seva mort va ser fingida per protegir la Hidemi Hondo, i l'Akai va reaparèixer aviat com a Subaru Okiya. L'actor de doblatge al Japó és Shuichi Ikeda, mentre que a Catalunya ho és Manuel Gimeno, i al País Valencià, Darío Torrent.

#### James Black
En James Black (ジェイムズ・ブラック Jeimuzu Burakku) és un agent d'alt rang de l'FBI que dirigeix la unitat desplaçada al Japó per investigar l'Organització. En James va conèixer en Conan, els nens de la Lliga de Detectius Júnior i el doctor Agasa en un cas en què el van segrestar després de confondre'l amb una altra persona. L'actor de doblatge al Japó és Iemasa Kayumi, mentre que a Catalunya ho és Enric Isasi-Isasmendi, i al País Valencià la veu és de Joan Espuig.

#### Andre Camel
L'Andre Camel (アンドレ・キャメル Andore Kyameru) és un agent de l'FBI incorporat a la unitat del Japó quan la Rena Mizunashi era a l'hospital. Havia revelat la identitat d'en Shuichi Akai com a agent de l'FBI infiltrat a l'Organització. És un conductor expert i no té família. L'actor de doblatge al Japó és Kiyoyuki Yanada, mentre que a Catalunya ho és Pep Ribas.

### Agències d'intel·ligència japoneses

#### Rei Furuya
En Rei Furuya (降谷 零 Furuya Rei) és un agent de l'Agència de Seguretat Pública del Japó (警察庁警備局警備企画課 Keisatsuchō Keibi-bu Keibi-Kikaku-ka) infiltrat a l'Organització dels Homes de Negre amb el nom en clau de Bourbon (バーボン Bābon). Inicialment se'l coneix com a Toru Amuro (安室 透 Amuro Tōru) i treballa al Cafè Poirot, el bar sota l'Agència de Detectius Mouri. S'interessa per ser l'aprenent d'en Kogoro per obtenir informació sobre la Shiho Miyano, i no triga a sospitar que en Conan és darrere de les deduccions d'en Kogoro. Odia en Shuichi Akai perquè creu que va matar l'Scotch, el seu company. Treballa sovint amb la Vermouth. L'actor de doblatge al Japó és Tohru Furuya, mentre que a Catalunya ho és Roger Pera.

#### Scotch
L'Scotch (スコッチ Sukotchi) era un agent del Departament de Seguretat Pública de la Policia Metropolitana de Tòquio infiltrat a l'Organització dels Homes de Negre. No se sap gairebé res del seu passat, només que era el germà petit de l'inspector Morofushi de la prefactura de Nagano, company i millor amic d'en Rei Furuya i que es va suïcidar quan l'Organització va descobrir que era un espia.

## Magic Kaito
La sèrie Magic Kaito és una sèrie manga creada pel mateix Gosho Aoyama prèviament a Detectiu Conan que explica la història d'un lladre de guant blanc, en Kaito Kid. Els seus personatges principals apareixen de forma recurrent a la sèrie de Detectiu Conan.

### Kaito Kid

Signatura d'en Kaito Kid

En Kaito Kid (怪盗キッド Kaitō Kiddo) és un lladre de guant blanc que fa servir trucs de màgia per robar joies. És un mestre de la disfressa i fuig de la policia en ala delta. Apareix a Detectiu Conan per cometre robatoris, sovint davant de grans audiències. Realment es diu Kaito Kuroba (黒羽 快斗 Kuroba Kaito) i és un estudiant d'institut que s'assembla físicament a en Shinichi Kudo. L'actor de doblatge al Japó és Kappei Yamaguchi, mentre que a Catalunya ho era Claudi Domingo, substituït posteriorment per Jordi Nogueras, i al País Valencià la veu és de Darío Torrent.

### Ginzo Nakamori
En Ginzo Nakamori (中森 銀三 Nakamori Ginzō) és inspector de la segona divisió de la Policia Metropolitana de Tòquio. El seu departament s'encarrega dels casos de frau, però ell es passa la major part del temps intentant atrapar el lladre de guant blanc Kaito Kid. És molt segur d'ell mateix, però tots els plans per capturar en Kaito Kid han fracassat. L'actor de doblatge al Japó és Unsho Ishizuka, mentre que a Catalunya ho eren Francesc Figuerola i Toni Sevilla, substituïts posteriorment per Eduard Itchart.

### Jirokichi Suzuki
En Jirokichi Suzuki (鈴木 次郎吉 Suzuki Jirokichi) és un multimilionari, oncle de la Sonoko, que anhela capturar en Kaito Kid per fer-se famós. És un home de 72 dos anys que, malgrat la seva edat, és molt actiu i continua sent l'assessor del Grup Financer Suzuki. No escatima gens quan es tracta de capturar en Kid, adquirint caríssimes joies per atraure'l i enginyant costosíssims mecanimes de seguerat per tal de capturar-lo. L'actor de doblatge al Japó era Ichiro Nagai, substituït després de la seva mort per Kosei Tomita, mentre que a Catalunya ho és Joan Massotkleiner, i al País Valencià la veu és de Darío Torrent.

## Altres personatges recurrents

### Yusaku Kudo
En Yusaku Kudo (工藤 優作 Kudō Yūsaku) és el pare d'en Shinichi Kudo. És escriptor de novel·les de misteri i autor del personatge Baró de la Nit. És intel·ligent i ha ajudat la policia a resoldre casos en moltes ocasions. Les seves habilitats de deducció són superiors a les del seu fill. Va crear el nom Kaito Kid a partir del número 1412. L'actor de doblatge al Japó és Hideyuki Tanaka, mentre que a Catalunya ho eren Germán José i Pau López, substituïts posteriorment per Santi Lorenz, i al País Valencià la veu és de Gabriel Pareja.

### Yukiko Kudo
La Yukiko Kudo (工藤 有希子 Kudō Yukiko) és la mare d'en Shinichi Kudo. Havia estat actriu fins que es va retirar, a 20 anys, per casar-se amb en Yusaku. Durant la seva etapa dalt dels escenaris va aprendre l'art de la disfressa de la mà d'en Toichi Kuroba, qui llavors era en Kaito Kid. També va conèixer la Chris Vineyard, de qui es va fer amiga. Més recentment ha descobert la seva identitat com a Vermouth. L'actriu de doblatge al Japó és Sumi Shimamoto, mentre que a Catalunya ho és Rosa Guillén, i al País Valencià, Marina Viñals.

### Eri Kisaki
L'Eri Kisaki (妃 英理 Kisaki Eri) és la mare de la Ran Mouri, que fa deu anys que està separada d'en Kogoro Mouri. És advocada. És amiga de la Yukiko Kudo des de l'institut. L'actriu de doblatge al Japó és Gara Takashima, mentre que a Catalunya ho és Teresa Manresa, i al País Valencià, Marina Viñals.

### Sumiko Kobayashi
La Sumiko Kobayashi (小林 澄子 Kobayashi Sumiko) és la tutora de la classe dels nens de la Lliga de Detectius Júnior. S'ha proclamat assessora i supervisora dels joves detectius. S'assembla a la inspectora Sato. Té una relació amb l'agent Ninzaburo Shiratori. L'actriu de doblatge al Japó és Yuko Kato, mentre que a Catalunya ho era Teresa Manresa, substituïda posteriorment per Sílvia Vilarrasa, i al País Valencià, Marina Viñals.

### Tomoaki Araide
En Tomoaki Araide (新出 智明 Araide Tomoaki) és un jove doctor, metge a l'Institut Teitan on estudien en Shinichi, la Ran i la Sonoko. La Vermouth li va suplantar la identitat una temporada per investigar la Shiho Miyano, però després que això es descobrís, el doctor Araide va tornar dels Estats Units. L'actor de doblatge al Japó és Hideyuki Hori, mentre que a Catalunya ho eren Marc Zanni i Pep Papell, substituïts posteriorment per Roger Isasi-Isasmendi i Santi Lorenz, i al País Valencià la veu és d'Enric Puig.

### Eisuke Hondo
L'Eisuke Hondo (本堂 瑛祐 Hondō Eisuke) és un estudiant nou que arriba a la classe de la Ran i la Sonoko amb ganes de veure el Kogoro dorment en acció. Posteriorment es descobreix que la Reina Mizunashi (Hidemi Hondo) és la seva germana. Després de saber que el seu pare i ella són agents de la CIA rebutja entrar al programa de protecció de testimonis de l'FBI, però es trasllada als EUA per convertir-se en agent de la CIA. En Conan li revela la seva identitat com a Shinichi Kudo, però l'Eisuke diu que ja ho sabia. L'actriu de doblatge al Japó és Junko Noda, mentre que a Catalunya l'actor que li posa veu és Marcel Navarro.

### Subaru Okiya
En Subaru Okiya (沖矢 昴 Okiya Subaru) és un estudiant universitari que viu a la casa d'en Shinichi Kudo després que el seu pis s'incendiés. És realment en Shuichi Akai disfressat després de fingir la seva mort amb l'ajuda d'en Conan. L'actor de doblatge al Japó és Ryotaro Okiayu, mentre que a Catalunya ho era Carles di Blasi, substituït posteriorment per Daniel Albiac.

### Masumi Sera
La Masumi Sera (世良 真純 Sera Masumi) és una detectiva adolescent que arriba a la classe de la Ran i la Sonoko ja avançada la sèrie. S'interessa per en Conan i sap que realment és en Shinichi Kudo. Va viure als Estats Units durant tres anys i practica el Jeet Kune Do. Té dos germans més grans que ella: un d'ells, el més gran, és en Shuichi Akai; de l'altre, per ara, se'n desconeix la identitat. Viu a diversos hotels de Tòquio, canviant de lloc tot sovint, i a l'habitació hi amaga una nena, la seva "germana petita, la de fora", segons ella mateixa. L'actriu de doblatge al Japó és Noriko Hidaka, mentre que a Catalunya ho és Clara Schwarze.

### Shukichi Haneda
En Shukichi Haneda (羽田 秀吉, Haneda Shūkichi) és un jugador professional de shogi, conegut pel sobrenom de Meijin Taiko (太閤名人, Taikō Meijin). És, a més, l'ex-nòvio de la Yumi Miyamoto, qui l'anomena "Sutzekichi" (チュウ𠮷/秀𠮷, Chūkichi, en l'original japonès) perquè, segons afirma ella, sempre va "molt brut i deixat" (el mot Chū (秀) vol dir "elegància", emprant-lo aquí de manera irònica). L'actor de doblatge al Japó és Toshiyuki Morikawa, mentre que a Catalunya ho és Héctor García.